# Bogdašić
Bogdašić är en ort i Bosnien och Hercegovina.   Den ligger i entiteten Federationen Bosnien och Hercegovina, i den centrala delen av landet, 90 km väster om huvudstaden Sarajevo. Bogdašić ligger 971 meter över havet och antalet invånare är 404.
Terrängen runt Bogdašić är huvudsakligen kuperad, men åt nordost är den platt. Bogdašić ligger nere i en dal. Närmaste större samhälle är Livno, 14,5 km väster om Bogdašić. 
Omgivningarna runt Bogdašić är en mosaik av jordbruksmark och naturlig växtlighet. Runt Bogdašić är det ganska tätbefolkat, med 93 invånare per kvadratkilometer.